# Airlines PNG

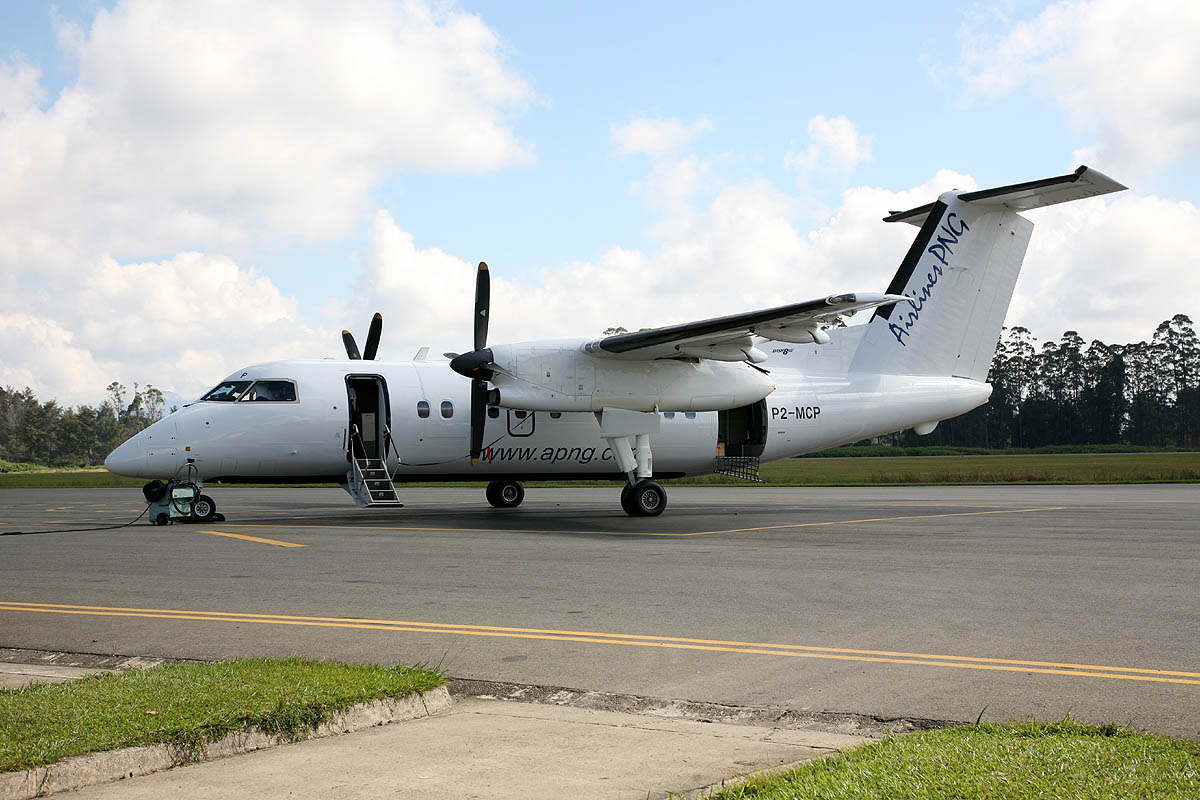
De Havilland Dash-8 Series 100 авіакомпанії Airlines PNG (реєстраційний номер P2-MCP) в аеропорту Маунт-Хаген

Airlines PNG — регіональна авіакомпанія зі штаб-квартирою в місті Порт-Морсбі, Папуа Нова Гвінея.
Компанія працює на ринку регулярних, вантажних і чартерних авіаперевезень, виконуючи рейси як у межах країни, так і на міжнародних напрямках. Абревіатура «PNG» складена з перших букв назви країни «Папуа Нова Гвінея».
Базовим аеропортом Airlines PNG і її головним транзитним вузлом (хабом) є Міжнародний аеропорт Джексон у місті Порт-Морсбі.

## Історія
Авіакомпанія Airlines PNG була утворена і почала виконання чартерних вантажних перевезень в 1987 році під початковою назвою Milne Bay Air. У вересні 1992 року компанія отримала ліцензію на пасажирські перевезення, а в березні 1997 року — ліцензію на виконання регулярних рейсів як всередині країни, так і за її межами. Штаб-квартира авіакомпанія розміщується в Порт-Морсбі, допоміжні офіси знаходяться в австралійських містах Кернс та Брисбен, при цьому підрозділи в Австралії налічують близько 600 співробітників.
Airlines PNG розмістила свої акції на фондовій біржі Порт-Морсбі, в результаті ставши другою за обсягом капіталізації авіакомпанією Папуа Нової Гвінеї.

## Маршрутна мережа
Станом на липень 2009 року авіакомпанія Airlines PNG виконувала регулярні пасажирські перевезення за такими напрямами:

### Папуа Нова Гвінея
- Алотау (GUR) — Аеропорт Гурні
- Аваба (AWB) — Аеропорт Аваба
- Беймуру (VMU) — Аеропорт Беймуру
- Балімо (OPU) — Аеропорт Балімо
- Боссет (BOT) — Аеропорт Боссет
- Дару (DAU) — Аэропорт Дару
- Ефогі (EFG) — Аеропорт Ефогі
- Фейн (FNE) — Аеропорт Фейн
- Ітокама (ITK) — Аеропорт Ітокама
- Кагі (KGW) — Аеропорт Кагі
- Керема (KMA) — Аеропорт Керема
- Кікорі (KRI) — Аеропорт Кікорі
- Кіунга (UNG) — Аеропорт Кіунга
- Кокода (KKD) — Аеропорт Кокода
- Лае (LAE) — Аеропорт Лае
- Лейк-Мюррей (LMY) — Аеропорт Лейк-Мюррей
- Лосуя (LSA) — Аеропорт Лосуя
- Манарі (MRM) — Аеропорт Манарі
- Мілеї (MMV) — Аеропорт Мілеї
- Місіма-Айленд (MIS) — Аеропорт Місіма-Айленд
- Моро (MXH) — Аеропорт Моро
- Маунт-Гаґен (HGU) — Аеропорт Маунт-Гаґен
- Обо (OBX) — Аеропорт Обо
- Ононге (ONB) — Аеропорт Ононге
- Порт-Морсбі (POM) — Міжнародний аеропорт Порт-Морсбі хаб
- Сасеремі (SGK) — Аеропорт Сасеремі
- Сукі (SKC) — Аеропорт Сукі
- Табубіл (TBG) — Аеропорт Табубіл
- Тапіні (TPI) — Аеропорт Тапіні
- Туфі (TFI) — Аеропорт Туфі
- Вабо (WAO) — Аеропорт Вабо
- Ванігела (AGL) — Аеропорт Ванігела
- Віпім (WPM) — Аеропорт Віпім
- Войтапе (WTP) — Аеропорт Войтапе

### Австралія
- Брисбен (BNE) — Аеропорт Брисбен (Pacific Blue Airlines)
- Кернс (CNE) — Міжнародний аеропорт Кернс

## Флот
Станом на січень 2010 року повітряний флот авіакомпанії Airlines PNG складали наступні літаки:
- 1 Boeing 737-300 (оренда)[3]
- 8 de Havilland Canada DHC Dash 8-100
- 7 de Havilland Canada DHC-6-300 Twin Otter

### Виведені з експлуатації
- у серпні 2006 року[4] :
  - 1 Cessna 550 Citation II
- у січні 2005 року:
  - 1 Beechcraft King Air 200

## Авіаподії і нещасні випадки
- 15 грудня 1992 року. Літак Britten-Norman Islander врізався в гірський масив поблизу міста Алотау, Папуа Нова Гвінея. Загинули всі шість осіб, що знаходилися на борту[5].
- 12 липня 1995 року. Лайнер de Havilland Canada DHC-6 Twin Otter вибухнув у повітрі незабаром після зльоту з аеропорту Дагура, загинуло 13 осіб.
- 11 травня 1996 року. Літак Britten-Norman Islander вилетів з невеликого аеропорту Оумба, розташованого в оточеній високими горами долині. Пілот намагався виконати розворот на 180 градусів, внаслідок чого літак зачепив дерева і впав на землю. Загинув один пасажир.
- 9 липня 1996 року. При підході до аеропорту Менді в хмарну погоду de Havilland Canada DHC-6 Twin Otter зіткнувся з горою, загинули 20 людей на борту.
- 29 липня 2004 року. de Havilland Canada DHC-6 Twin Otter розбився при заході на посадку в аеропорту Ононге, двоє загиблих. Основною причиною катастрофи названі складні метеоумови[6].
- 11 серпня 2009 року, рейс CG4684. При виконанні заходження на друге коло в аеропорту Кокода в хмарну погоду пілот літака de Havilland Canada DHC-6 Twin Otter допустив помилку, в результаті якої лайнер врізався в гору на висоті 1676 метрів над рівнем моря. Загинуло 13 осіб.